# Valmayor IV
Valmayor IV es un abrigo que contiene pinturas rupestres de estilo levantino. Está situado en el término municipal de Mequinenza (Aragón), en España. Se sitúa en el lado derecho del barranco, al lado de un camino de paso tradicional y en un pequeño abrigo orientado al Suroeste. En dicha oquedad, aparecen dos figuras pintadas en rojo anaranjado de tonos muy vivos, una de ellas muy bien conservada y la otra muy desvaída. Ambas representan dos motivos cruciformes de tipo antropomorfo o forma de TAU con los brazos superiores terminados en dos apéndices a modo de dedos.
El abrigo está incluido dentro de la relación de cuevas y abrigos con manifestaciones de arte rupestre considerados Bienes de Interés Cultural en virtud de lo dispuesto en la disposición adicional segunda de la Ley 3/1999, de 10 de marzo, del Patrimonio Cultural Aragonés. Este listado fue publicado en el Boletín Oficial de Aragón del día 27 de marzo de 2002. Forma parte del conjunto del arte rupestre del arco mediterráneo de la península ibérica, que fue declarado Patrimonio de la Humanidad por la Unesco (ref. 874-660). También fue declarado Bien de Interés Cultural con el código RI-51-0009509.